# Округа департамента Ланды

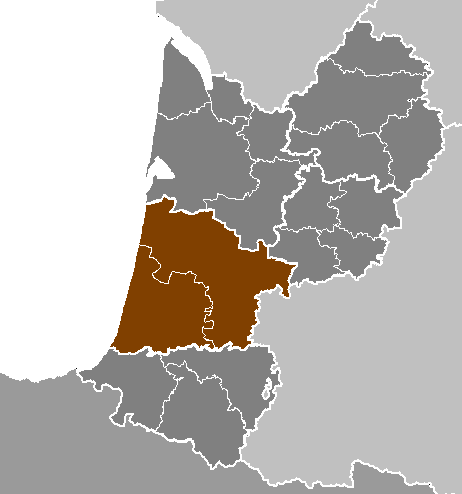
Расположение двух округов Ландов на схеме региона Аквитания

Во французский департамент Ланды входит 2 округа:
- Мон-де-Марсан (Mont-de-Marsan)
- Дакс (Dax)

## Хронология
- 1790 год — образование департамента Ланды с четырьмя дистриктами: Дакс, Мон-де-Марсан, Сен-Севе, Тартас
- 1800 год — образование округов: Дакс, Мон-де-Марсан, Сен-Севе
- 1926 год — ликвидация округа Сен-Севе